# 安达拉斯大学
安达拉斯大学（Universitas Andalas）是爪哇外印度尼西亚历史最悠久的大学。学校由11个学院组成，主校区距离巴东中心12公里。